# Volzhsky
Volzhsky, em russo:  Во́лжский, é uma cidade localizada em Óblast de Volgogrado, na Rússia. Até 2025, registrou cerca 313.034 habitantes.

## Esporte
A cidade de Volzhsky é a sede do Estádio Loginov e do FC Energiya Volzhsky, que participa do Campeonato Russo de Futebol..